# Oscinella kroeberi
Oscinella kroeberi är en tvåvingeart som beskrevs av Oswald Duda 1935. Oscinella kroeberi ingår i släktet Oscinella och familjen fritflugor. Inga underarter finns listade i Catalogue of Life.